# Publius Tuscilius

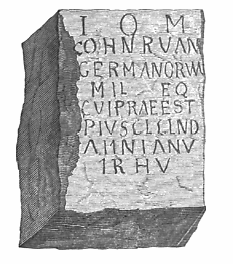
Die Inschrift

Publius Tuscilius []asinianus (sein Cognomen ist nur teilweise bekannt; möglicherweise war sein Name jedoch Gaius Arrius Ursinianus) war ein im 2. Jahrhundert n. Chr. lebender Angehöriger des römischen Ritterstandes (Eques).
Durch eine Weihinschrift, die beim Kastell Aballava gefunden wurde, ist belegt, dass Tuscilius Kommandeur (Tribunus) der Cohors I Nervana Germanorum miliaria equitata war, die zu diesem Zeitpunkt in der Provinz Britannia stationiert war.

## Name
In der (inzwischen verlorenen) Inschrift, von der heutzutage nur noch eine Zeichnung existiert, wird der Name unterschiedlich gelesen, so dass es verschiedene Vorschläge für den Namen gibt.
Die Lesung bei der EDCS ist [Arr]ius C(ai) f(ilius) Claud(ia) [Ur]sinianu[s], bei der EDH und bei RIB P(ublius) Tusc[i]l(ius) CLND asinianu[s] und bei John Spaul [] Arrius []sinianu[]. Laut John Spaul wurden Namen wie P(ublius) Tuscilius []asinianus, Q(uintus) Pius Asinianus oder G(aius) Arrius Ursinianus vorgeschlagen; für weitere Lesungen und mögliche Namen siehe die RIB.
Falls die Lesung der EDCS zutrifft, dann war er in der Tribus Claudia eingeschrieben.

## Datierung
Die Inschrift wird bei der EDCS und bei der EDH auf 151/200 datiert.